# آنجلیکا ات
آنجلیکا اُت (آلمانی: Angelica Ott؛ زادهٔ ۱۴ ژوئن ۱۹۴۴) بازیگر اهل آلمان است.
از فیلم‌هایی که وی در آن‌ها نقش داشته است، می‌توان به همه خانم‌های قلعه این کار را خیلی دوست دارند و هوس‌ها، عطش شدید سه دختر سیری‌ناپذیر اشاره نمود.